# Jean Lenoir
Jean Joseph Lenoir ('s-Gravenbrakel 31 maart 1913 - 3 maart 2002), was een Belgisch volksvertegenwoordiger.

## Levensloop
Beroepshalve apotheker, werd hij in 1961 verkozen tot volksvertegenwoordiger voor de PSC in het arrondissement Nijvel. Hij oefende dit mandaat uit tot in 1965, maar werd niet meer herkozen.